# Абсолютне зло
«Абсолютне зло» (англ. Meeting Evil, «Зустріч зі злом») — американський трилер-загадка 2012 року режисера Кріса Фішера. Він заснований на романі Томаса Бергера «Зустріч зі злом» 1992 року. У головних ролях Семюел Л. Джексон і Люк Вілсон. Прем'єра фільму в США відбулася 30 березня 1992 року, у світі — 19 липня.

## Синопсис
Джон Фелтон, агент з нерухомості, якого щойно звільнили, знаходить на дверях повідомлення про викуп і переживає особисту кризу. Раптово до нього стукає Річі, незнайомець, який потребує допомоги з автомобілем. Після травми коліна Джона, Річі пропонує відвезти його до лікарні, але замість цього вони опиняються в барі, де Джон зустрічає своїх ворогів і колишню коханку. Пізніше Річі рятує Джона від розлюченого водія вантажівки, що призводить до фатальних наслідків. Виявляється, Річі — психопат, який маніпулює ситуацією, вбиваючи людей і погрожуючи родині Джона. Фільм завершується кульмінаційною сценою боротьби, де Річі гине, а Джон повертається до своєї родини, але зловісно насвистує мелодію Річі, натякаючи на можливі зміни в його особистості.

## Актори
| Актор             | Роль           |
| ----------------- | -------------- |
| Семюел Л. Джексон | Річі           |
| Леслі Бібб        | Джоані Фелтон  |
| Люк Вілсон        | Джон Фелтон    |
| Пейтон Ліст       | Теммі Стрейт   |
| Трейсі Томс       | Латіша Роджерс |
| Мьюз Вотсон       | Френк          |

## Сприйняття
Сайт агрегатора рецензій Rotten Tomatoes дає «Meeting Evil» 13 % позитивної оцінки на основі 8 рецензій із середньою оцінкою 4,0/10.